# Norlina
Norlina est une ville américaine située dans le comté de Warren en Caroline du Nord. En 2010, sa population était de 1 118 habitants.

## Démographie
| 1920 | 1930 | 1940 | 1950 | 1960 | 1970 |
| ---- | ---- | ---- | ---- | ---- | ---- |
| 673  | 761  | 794  | 874  | 927  | 969  |

| 1980 | 1990 | 2000  | 2010  | - | - |
| ---- | ---- | ----- | ----- | - | - |
| 901  | 996  | 1 107 | 1 118 | - | - |

## Traduction
- (en) Cet article est partiellement ou en totalité issu de l’article de Wikipédia en anglais intitulé « Norlina, North Carolina » (voir la liste des auteurs).